# Carl Frisendahl

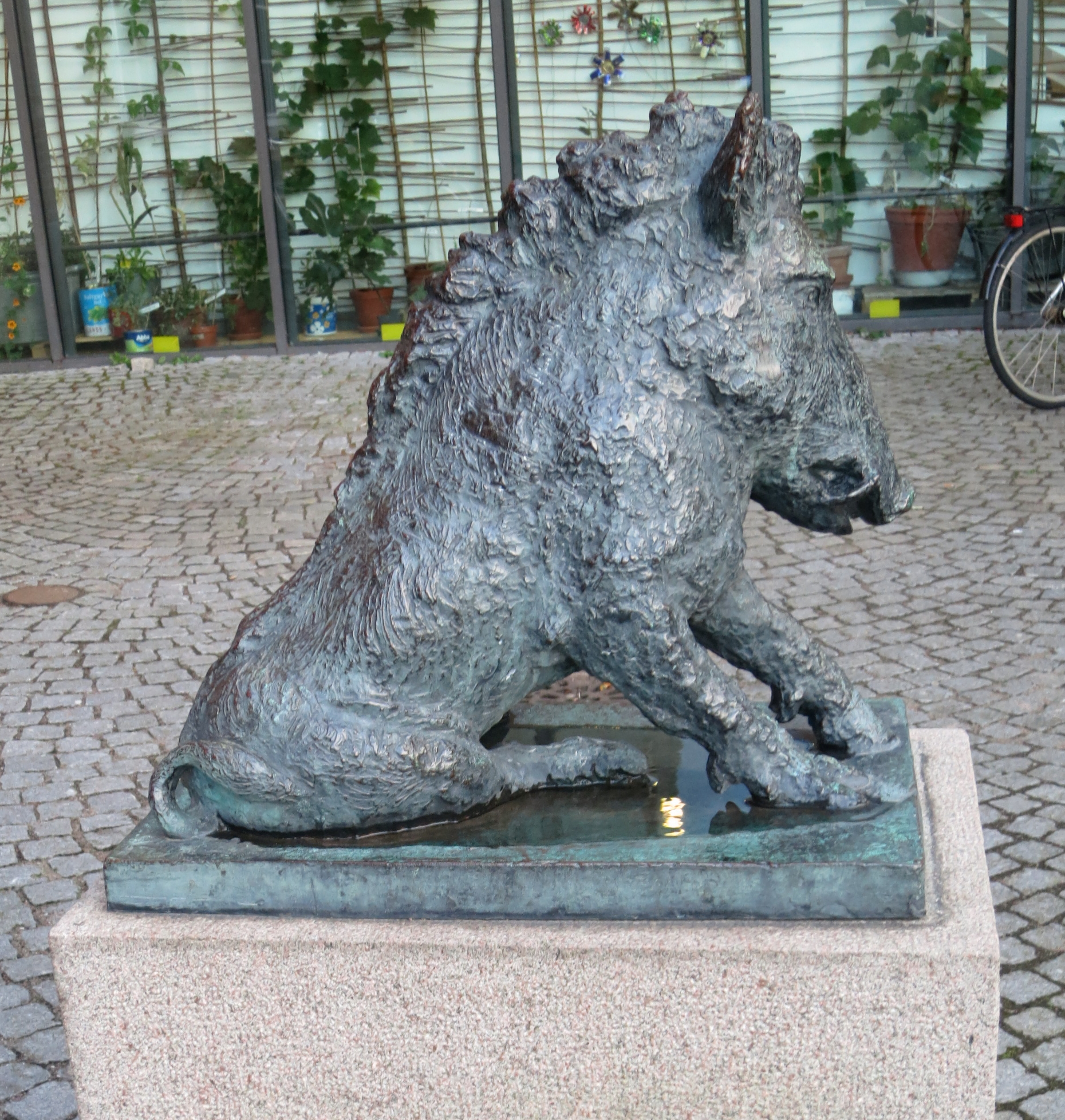
Le Sanglier à la bibliothèque municipale de Malmö. La sculpture a été modelée vers 1928.

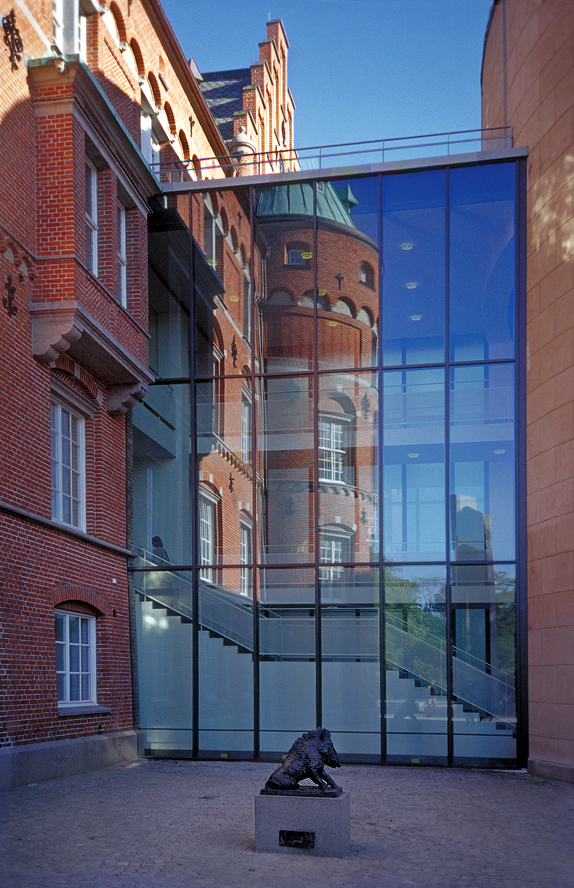
Bibliothèque municipale de Malmö. Le passage entre le Château et le Cylindre. Au premier plan la statue du Sanglier.

Lennart Carl Ossian Frisendahl, né le 14 août 1886 dans la paroisse d'Ådals-Liden dans le comté de Västernorrland,  décédé le 18 mars 1948 à Sierre en Suisse, est un peintre, dessinateur et sculpteur suédois. Descendant de Valborg Månsdotter Frisk et fils du vicaire Viktor Bernhard Frisendahl, il est le frère de Halvar et Fredrik Frisendahl et l'oncle de Cecilia Frisendahl.

## Biographie
Après des cours à l'école de Härnösand de 1900 à 1904, Frisendahl commence ses études artistiques à Paris en 1906, notamment à l'Académie Colarossi, où il est formé par Auguste Rodin et Antoine Bourdelle. À Paris, il exerce la profession d'artiste tout au long de sa vie, avec seulement quelques brèves pauses en Suède.
En tant que peintre, il choisit principalement ses sujets en se basant sur le monde animal, qu'il représente de manière ample et avec une perception précise du mouvement. En tant que sculpteur, il fait sensation avec une série de bustes et de petites sculptures, qui se caractérisent par une profondeur spirituelle, une forme élégante et un traitement de surface raffiné. Parmi les œuvres de Carl Frisendahl figurent les bustes de Pelle Molin à Härnösand (1928-1929 et 1936), de Karl Otto Bonnier à Stockholm (1930-1931) et de Sven Wingquist à Göteborg (1935-1936). 

## Représentation

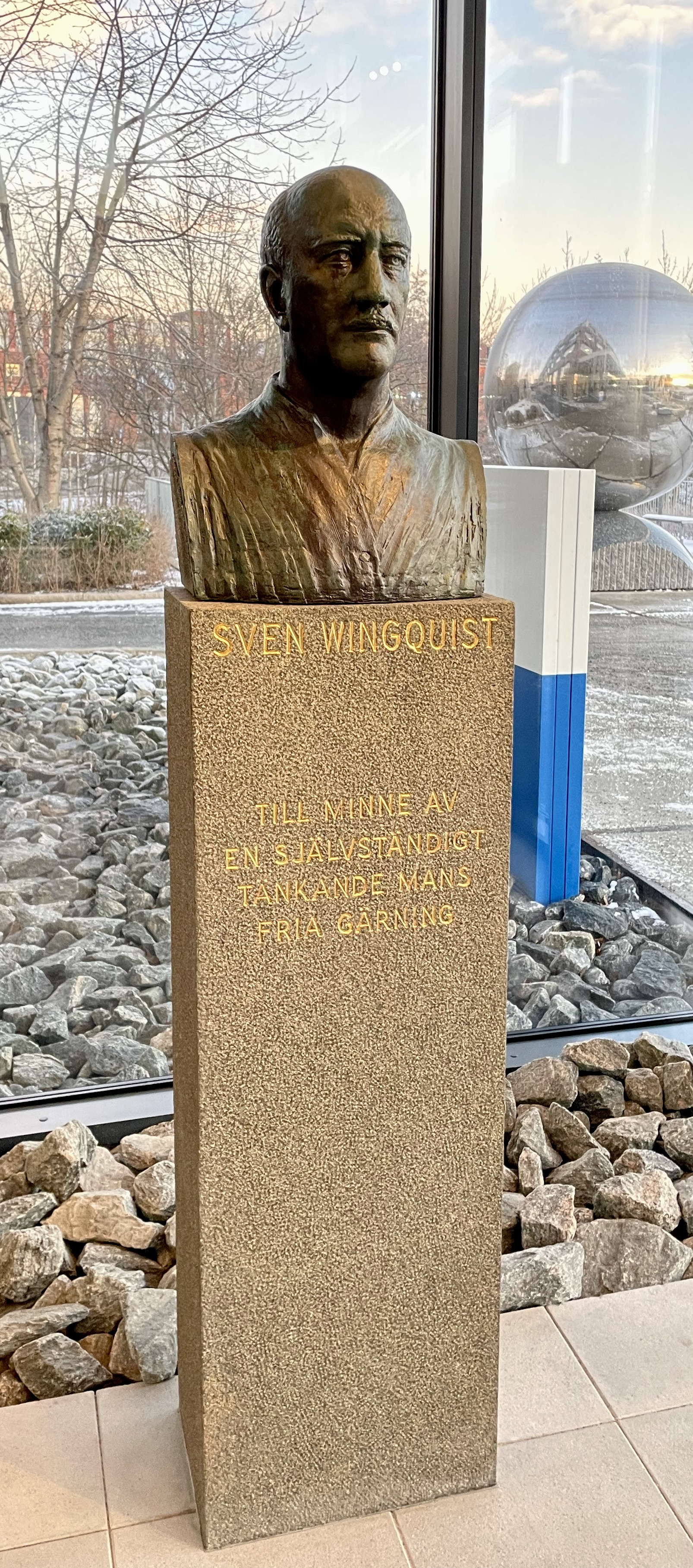
Buste en bronze de Sven Wingquist à l'entrée du siège de SKF à Göteborg. Le buste est dévoilé le 10 décembre 1936, à l'occasion du 60e anniversaire de Wingquist.

Carl Frisendahl participe à plusieurs expositions en France et à l'étranger. À Paris, on peut admirer ses créations au Musée national d'Art moderne. 
En Suède, Frisendahl est représenté au Nationalmusem, au Musée suédois d'histoire naturelle, au Musée de Sundsvall, au Musée des Beaux-Arts de Göteborg, au Musée de Malmö, au Musée d'art de Norrköping et avec Femme d'Anjou au Moderna Museet et au Musée d'Östersund.
Le musée de Sundsvall conserve une grande partie de ses croquis, des échantillons de formes et de petites sculptures, ainsi que des peintures et de grandes parties de son atelier parisien. À Sundsvall, plusieurs de ses créations sont également localisées dans les zones centrales, y compris un Sanglier dans le Badhusparken. 

## Sources imprimées
- Jungmarker, Gunnar (1964). Carl Frisendahl 1886-1948. Publikation / Sveriges allmänna konstförening, 0347-2515 ; 73. Stockholm: Norstedt. Libris 345192
- Konstrevy. Stockholm: Svensk-franska konstgalleriet. 1925-1970. Libris 3417287 , 1933:4
- Svenska konstnärer: biografisk handbok ([Ny, rev. och kompletterad utg.]). Vänersborg: Väbo. 1987. sid. 155. Libris 7765108  (ISBN 91-87504-00-6)
- Svensk uppslagsbok, Malmö 1932.
- Wretholm Eugen, red (1982). Natur och kulturs konstnärslexikon: svensk konst under 100 år. Stockholm: Natur och kultur. sid. 72-73. Libris 7228243  (ISBN 91-27-01139-9)